# Anthidium laeve
Anthidium laeve là một loài Hymenoptera trong họ Megachilidae. Loài này được Pasteels mô tả khoa học năm 1969.